# Luis Ramos (football)
Ne doit pas être confondu avec Luis Ramos (footballeur hondurien).
Luis Eduardo Ramos, né le 9 octobre 1939 à Montevideo en Uruguay, est un joueur de football international uruguayen, qui évoluait au poste de défenseur.
Ses filles Luisel et Eliana, toutes deux mannequins, sont décédées à quelques mois d'écart, pour cause d'anorexie.

## Biographie

### Carrière en club
Luis Ramos joue en faveur du Club Nacional, puis de l'équipe argentine du Deportivo Español.
Avec le Club Nacional, il remporte un championnat d'Uruguay, et atteint la finale de la Copa Libertadores en 1967.

### Carrière en sélection
Avec l'équipe d'Uruguay, il figure dans le groupe des sélectionnés lors de la Coupe du monde de 1966. Lors du mondial organisé en Angleterre, il ne joue aucun match.

## Palmarès
Avec le Club Nacional, il est champion d'Uruguay en 1966, et vice-champion à deux reprises, en 1965 et 1967.
Avec cette équipe, il est également finaliste de la Copa Libertadores en 1967, en étant battu par le Racing Club Asociación Civil en finale.